# Ромэйн, Джонатан
Джо́натан Аниджа́р Ромэ́йн (англ. Jonathan Anidjar Romain) (род. 24 августа 1954, Лондон, Великобритания) — британский религиозный деятель, реформистский раввин; писатель и телеведущий. Кавалер Ордена Британской империи.

## Биография
Родился 24 августа 1954 года в лондонском районе Хампстед.
Получил степень доктора философии по истории британских иудеев.
В 2007—2009 годы — председатель Движения по реформированию иудаизма Ассамблеи раввинов.
В 2012 году Ромэйн создал группу «Межрелигиозные лидеры за „Достоинство в смерти“», объединяющую примерно 50 религиозных лидеров различных традиций, выступающих в поддержку кампании «Достоинство в смерти» (англ. Inter-faith leaders for Dignity in Dying; IFDiD). Группа выступает за изменение законодательства в пользу свободной эвтаназии.
В 2013 году он начал кампанию по продвижению в Китае иудаизма.
В июле 2014 года Ромэйн поддержал Билль об эвтаназии (англ. Assisted Dying Bill) архиепископа Кентерберийского Джорджа Кери, назвав это «глотком свежего воздуха» и отметив, что Кэри изменил точку зрения на вопрос о том, что «можно быть верующим и поддерживать эвтаназию». А в октябре 2014 года высказал своё отношение к однополым бракам, посчитав, что свобода бракосочетания предоставлена всем: «тот, кто рассматривает священные религиозные писания буквально, должен двигаться в ногу со временем. Библия не буквальное слово от Бога, а вдохновение, понимаемое людьми этой эпохи с учётом временных рамок. Поэтому её постоянно приходится приспосабливать к новым новым знаниям и пониманию.» В ноябре того же года в связи с тем, что в Церкви Англии было введено женское епископство, Ромэйн выступил в его поддержку: «Женщины уже давно допущены к раввинату и являются духовными авторитетами в двух крупных синагогах и иудейских учреждениях. Те, кто считал, что иудаизм рухнет, когда произошло подобное, глубоко ошиблись, и я уверен, что подобное произойдёт и Церкви».
Он поддерживает идею о легализации публичных домов ссылаясь на Книгу Бытие и делая вывод о том, что «не случайно, что это (проституция) известно как древнейшая профессия.», а также, что «Вероятно мессианства больше в том, чтобы захотеть совместно прекратить секс-индустрию, но возможно более религиозно отыскать путь это обезопасить»
Автор статей в газетах The Times, The Independent, The Guardian,  The Huffington Post и The Jewish Chronicle.
В течение ряда лет был судьёй конкурсов The Times «Проповедник года» и BBC Local Radio премии Фрэнка Гилларда
Капеллан Еврейской полицейской ассоциации, член совета Форума трёх верований
Председатель Коалиции согласия, которую он помог создать как союз религиозных и не религиозных групп с целью противостоять ущемлению в финансируемых государством духовных школах

## Личная жизнь
Женат на Сибил Шеридан — раввине синагоги Западного Лондона и председателе Ассамблеи реформистских раввинов. Имеют четверых взрослых сыновей.

## Награды
- Кавалер Ордена Британской империи за новаторство в обеспечении помощи супружеским парам со смешанной национальностью и вероисповеданием[15], что нашло своё отражение в книге «Пока вера не разлучит вас» вышедшей в издательстве HarperCollins[11].

## Публикации
- Signs and Wonders: a new method of teaching Hebrew, Michael Goulston Educational Foundation (1985; New edition 1992)  ISBN 0907372023 ISBN 978-0907372028
- The Jews of England, Jewish Chronicle Publications (1988) ISBN 978-0-907372-04-2
- Faith and Practice: A Guide to Reform Judaism Today, Reform Synagogues of Great Britain[англ.] (1991) ISBN 0947884084
- (with Anne Kershen) Tradition and Change: A History of Reform Judaism in Britain 1840–1995, Reform Synagogues of Great Britain (1995)  ISBN 0853033161 (hardback) ISBN 085303298X (paperback)
- Till Faith Us Do Part, HarperCollins (1996) ISBN 0006279252
- Renewing the Vision, SCM Press[англ.] (1996) ISBN 0334026571
- Your God Shall Be My God: religious conversion in Britain today, SCM Press (2000)   ISBN 0334028094 ISBN 978-0334028093
- Reform Judaism and Modernity: A Reader, a survey of Reform theology, SCM Press (2004)  ISBN 0334029481 ISBN 978-0334029489
- God, Doubt and Dawkins, Movement for Reform Judaism[англ.] (2008) ISBN 978-0947884
- Really Useful Prayers, Movement for Reform Judaism[англ.] (2009) ISBN 978-0-947884-20-8
- Great Reform Lives, Movement for Reform Judaism[англ.] (2010) ISBN 978-0947884215
- A Passion for Judaism, Movement for Reform Judaism[англ.], (2011) ISBN 978-0947884222
- Royal Jews: A Thousand Years of Jewish Life in and Around the Royal County of Berkshire, Grenfell Publishing (2013) ISBN 978-0957698604
- (as editor) Assisted Dying – Rabbinic Responses, Movement for Reform Judaism[англ.] (2014)